# Rodoviario de Viña del Mar
El Rodoviario de Viña del Mar, o Terminal de buses de Viña del Mar, es una estación de autobús ubicada entre las calles Valparaíso y Arlegui, en la comuna de Viña del Mar, Región de Valparaíso, Chile.
Fue construido en 1998, e inaugurado en mayo de 2000, con una superficie de 5000 metros cuadrados y un edificio de dos pisos.
Desde el terminal salen buses desde y hacia Viña del Mar desde la Región Metropolitana, la zona norte y zona sur del país, y destinos internacionales como Mendoza, Argentina. En total 24 empresas de transporte nacional e internacional prestan su servicio en el rodoviario.